# Оркюше
Оркюше (на македонска литературна норма: Орќуше; на албански: Orqushi, Оркуши) е село в Северна Македония, разположено високо в южните поли на Ничпурската планина.

## География
Географски селото принадлежи към областта Горни Полог, към който традиционно се води и административно, но в културно отношение е част от Горна Река и днес административно се води към община Маврово и Ростуше.

## История
В обобщен списък на джизието на немюсюлманите от вилаета Калканделен от 18 юли 1628 година селото е отбелязано като Оркюш, с 25 ханета (домакинства).
В XIX век Оркюше е разделено в конфесионално отношение албанско село в Гостиварска нахия на Тетовска каза на Османската империя. Според статистиката на Васил Кънчов („Македония. Етнография и статистика“) в 1900 Оркюше има 14 жители арнаути християни и 100 арнаути мохамедани. Според патриаршеския митрополит Фирмилиан в 1902 година в Орчуше има 3 сръбски патриаршистки къщи.
В 1913 година селото попада в Сърбия. Според Афанасий Селишчев в 1929 година Орхюше е село в Дуфска община в Горноположкия срез и има 33 къщи със 147 жители албанци.
Според преброяването от 2002 година селото има 15 жители албанци.
| Националност     | Всичко |
| северномакедонци | 0      |
| албанци          | 15     |
| турци            | 0      |
| роми             | 0      |
| власи            | 0      |
| сърби            | 0      |
| бошняци          | 0      |
| други            | 0      |

## Личности
Родени в Оркюше
- Филип Гаврилоски (1880-1942), български екзархийски свещеник, убит